# Висовац (остров)
Ви́совац (хорв. Visovac) — небольшой остров в Хорватии. Находится на реке Крка в месте, где она разливается в озеро, на территории национального парка Крка.

## География
Площадь острова составляет 17 376 м², протяжённость береговой линии — 478 метров. Остров имеет форму овала размерами примерно 170×120 метров. С юго-восточной стороны к острову примыкает вытянутый мелководный шельф треугольной формы.
Остров находится в 10 минутах езды на автомобиле от Дрниша, в шести километрах от Скрадина.

## История
Впервые остров упоминается в 1345 году в дарственной короля Людовика Анжуйского, согласно которой город Рог и остров Висовац передавались князю Будиславу Угриничу. Вскоре после этого под защитой хорватских дворян на остров переселились монахи-августинцы, которые выстроили небольшую церковь и монастырь в честь святого Павла. В 1440 году на остров пришли и остались по сей день боснийские францисканцы, спасавшиеся от османского вторжения.
Висовац знаменит находящимся на острове францисканским монастырём XVII века. Старейшие сохранившиеся части комплекса относятся к XIV веку. В монастыре содержится ценная коллекция книг, в том числе — рукописных, произведений искусства и других документов.

## Туризм
Остров Висовац является популярным туристическим местом: его монастырь и музей ежегодно привлекают большое количество гостей со всего мира.